# Slađana Pop-Lazić
Slađana Pop-Lazić, née le 26 juillet 1988 à Belgrade (Serbie), est une ancienne joueuse internationale serbe de handball, naturalisée française, évoluant au poste de pivot.

## Carrière
À 23 ans, elle rejoint la France et le club de ES Besançon avec qui elle s'engage en juin 2012. Après deux saisons en première division, l'équipe est reléguée en deuxième division en 2014. Besançon remonte immédiatement en première division en remportant le titre de champion de deuxième division en 2015, grâce notamment à une bonne saison de Slađana Pop-Lazić.
Pour la saison 2015-2016, elle s'engage en faveur du Metz Handball. En mai 2016, elle remporte avec Metz son premier titre de championne de France, après une finale gagnée face à Fleury Loiret. À titre individuel, elle est élue meilleure pivot du championnat de France pour la saison 2015-2016.
Durant la saison 2016-2017, elle participe aux bons résultats avec le club de Metz qui remporte le championnat et la coupe de France, et réalise un excellent parcours européen, ne cédant qu'en quart de finale de la Ligue des champions face au futur vainqueur, Győri ETO KC. En août 2017, elle est élue, pour la deuxième fois, meilleure pivot du championnat, au titre de la saison 2016-2017. 
Très sollicitée par ses prestations avec Metz, elle s'engage avec le Brest Bretagne Handball à partir de la saison 2017-2018.
A Brest, Pop-Lazić remporte deux coupes de France (en 2018 et en 2021) ainsi qu'un titre de championne de France (2021), le troisième de sa carrière après les deux remportés avec Metz Handball. Sous le maillot brestois, elle participe également en 2021 à l'unique finale de ligue des champions de sa carrière, perdue contre les norvégiennes de Vipers Kristiansand.
Elle prend sa retraite à l'issue de la saison 2021-2022.
Elle acquiert la nationalité française par naturalisation le 25 octobre 2023.

## Palmarès

### En club
compétitions nationales
- championne de Serbie (4) en 2008 (avec ŽRK Naisa Niš) et en 2010, 2011 et 2012 (avec ŽRK Zaječar)
- championne de France (3) en 2016, 2017 (avec Metz Handball) et en 2021 (avec Brest Bretagne Handball)
- vainqueur de la coupe de France (3) en 2017 (avec Metz Handball) et en 2018 et 2021(avec Brest Bretagne Handball)
- championne de France de 2e division en 2015 (avec l'ES Besançon)

compétitions internationales
- finaliste de la ligue des champions en 2021 (avec Brest Bretagne Handball).

### En sélection
- 4e au championnat d'Europe en 2012 en Serbie avec la Serbie[11]

### Distinctions individuelles
- meilleure joueuse du championnat de 2e division 2015[12].
- meilleure pivot du championnat de France 2016[6] et 2017[7]

## Statistiques
Club: Brest Bretagne Handball - 509 buts
- 2017-2018: 110 buts
- 2018-2019: 166 buts
- 2019-2020: 93 buts (compétition arrêtée)
- 2020-2021: 97 buts
- 2021-2022: 43 buts

## Galerie photos

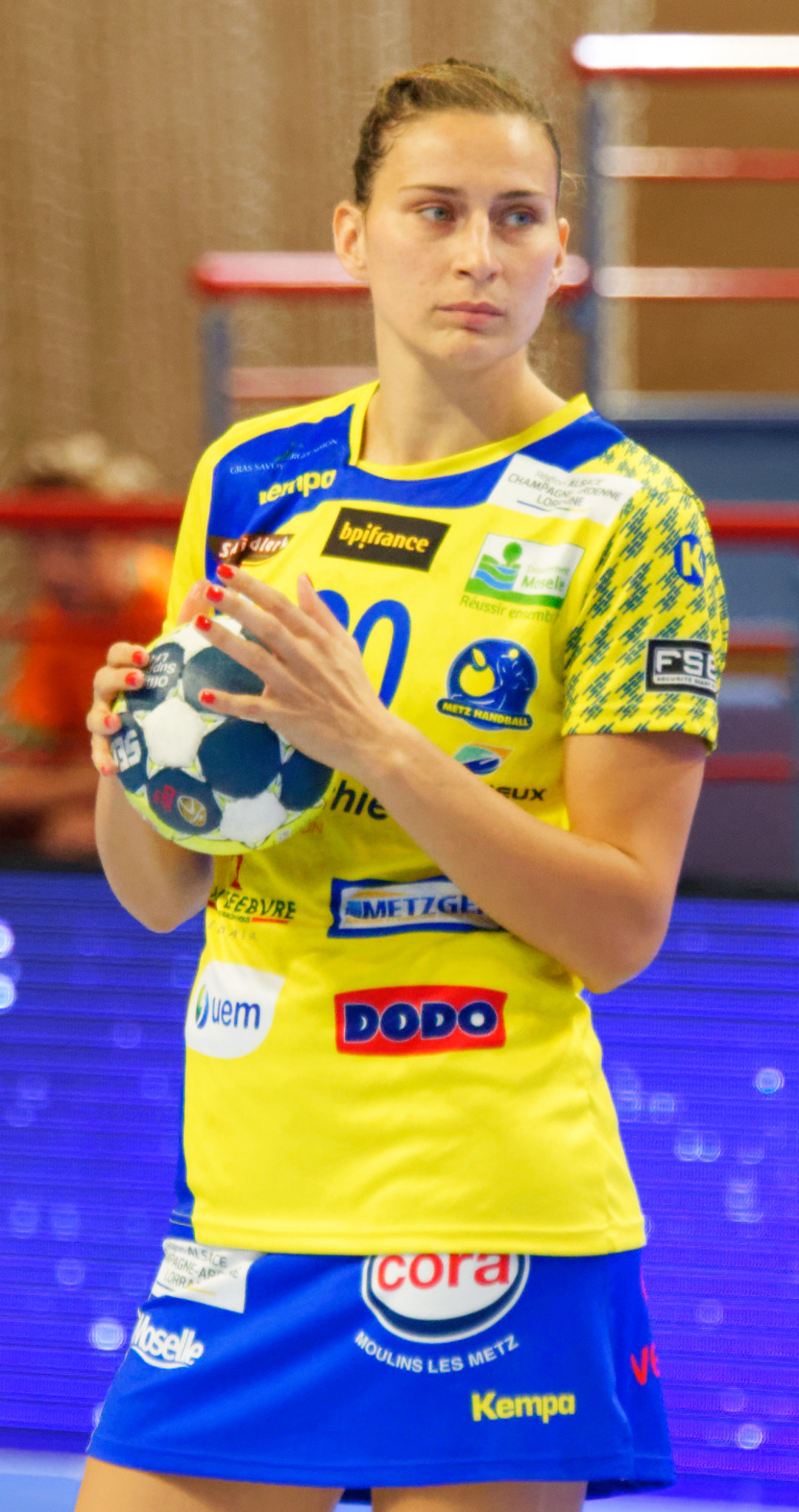
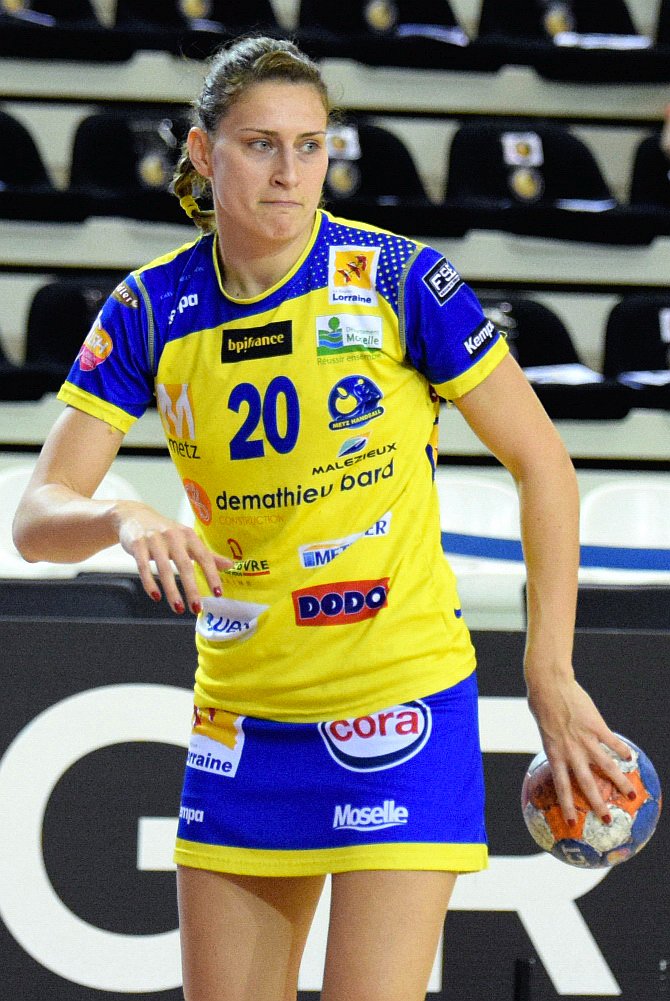
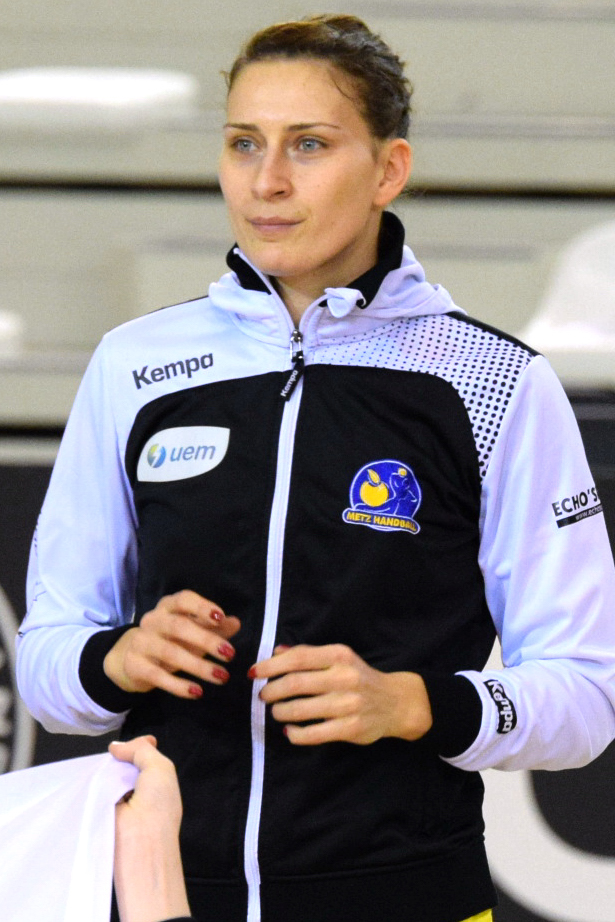
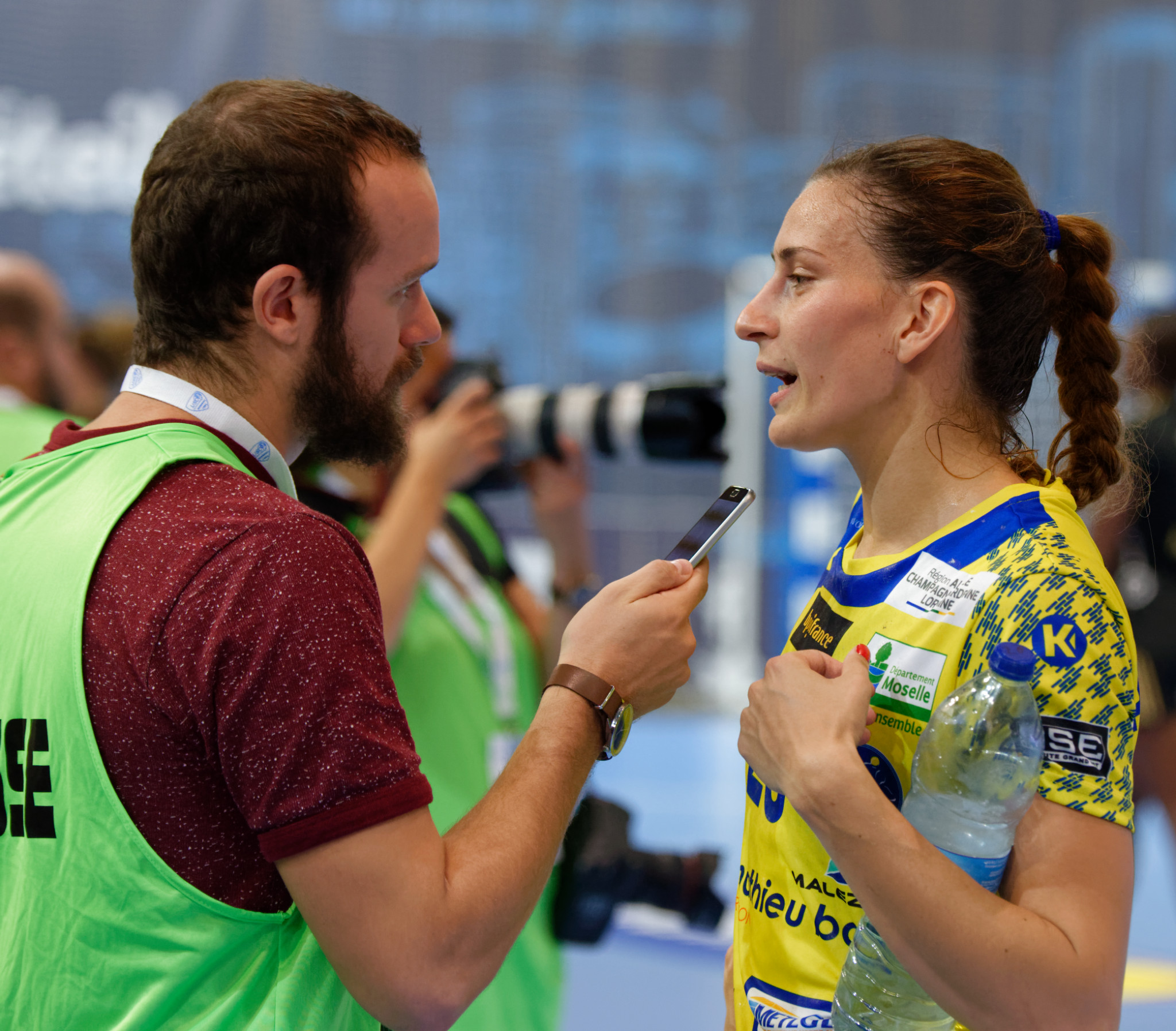
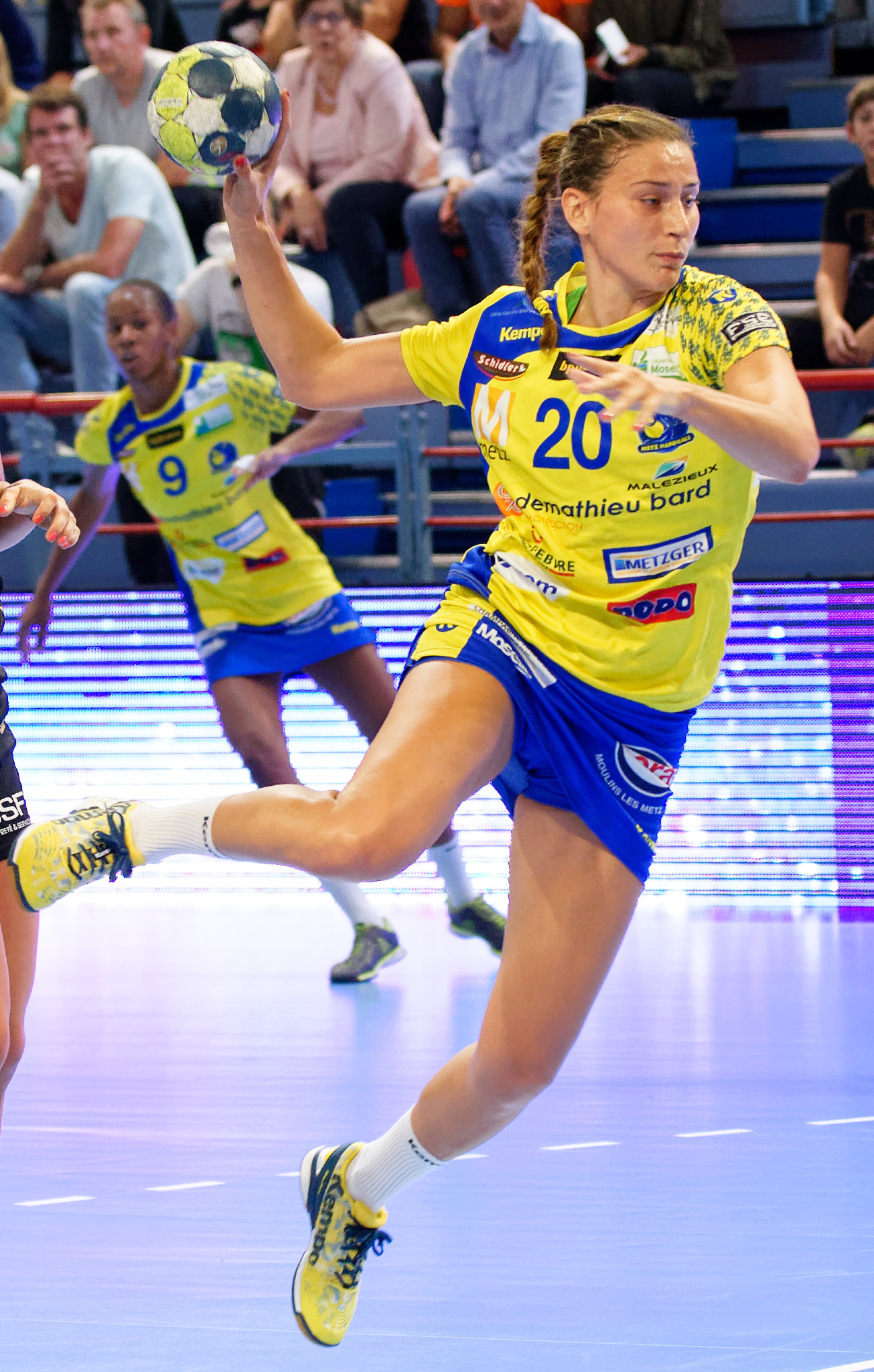